# Guido Groß (Ruderer)
Guido Groß (* 1969) ist ein ehemaliger deutscher Rudersportler, der als Steuermann bei Weltmeisterschaften eine Bronzemedaille gewann.

## Sportliche Karriere
Guido Groß begann bei ETuF Essen und steuerte dann beim Dortmunder Ruderclub Hansa von 1898. Im Seniorenbereich war er beim Ruderclub Germania Düsseldorf 1904 und beim Neusser Ruderverein aktiv.
Beim deutschen Meisterschaftsrudern gewann er Deutsches Meisterschaftsrudern 1990, Deutsches Meisterschaftsrudern 1994 und Deutsches Meisterschaftsrudern 1996 im Zweier mit Steuermann für Hansa Dortmund. 1995 siegte er im Achter.
Bereits 1989 nahm Groß erstmals an Weltmeisterschaften in der Erwachsenenklasse teil, er belegte den neunten Platz im Vierer mit Steuermann. 1990 und 1991 trat er beim Match des Seniors an, einem Vorläuferwettbewerb der U23-Weltmeisterschaften. 1990 siegte er mit dem Vierer und wurde Zweiter mit dem Achter, 1991 steuerte er den Achter auf den dritten Platz. Bei den Weltmeisterschaften 1993 in Račice u Štětí ruderten Stefan Forster, Mark Kleinschmidt, Ulrich Viefers, Marc Weber im von Groß gesteuerten Vierer auf den dritten Platz hinter den Booten aus Rumänien und aus Tschechien, wobei die Deutschen nur 0,28 Sekunden hinter den Tschechen das Ziel erreichten. Im Jahr darauf bei den Weltmeisterschaften 1994 in Indianapolis belegte der Zweier mit Heino Zeidler, Matthias Ungemach und Guido Groß den vierten Platz mit 0,77 Sekunden Rückstand auf die drittplatzierten Rumänen. 1995 bei den Weltmeisterschaften in Tampere wurde Groß erneut Vierter, diesmal mit dem Vierer.